# Superbohaterowie
Superbohaterowie (ang. Mystery Man) – amerykańska komedia akcji z 1999 roku.

## Główne role
- Ben Stiller - Mr. Furious
- Hank Azaria - The Blue Raja
- William H. Macy - Shoveler
- Janeane Garofalo - The Bowler
- Kel Mitchell - Invisible Boy
- Paul Reubens - Spleen
- Wes Studi - Sphinx
- Greg Kinnear - Captain Amazing/Lance
- Geoffrey Rush - Casanova Frankenstein
- Lena Olin - Dr Anabel Leek
- Eddie Izzard - Tony P
- Artie Lange - Big Red
- Pras - Tony C
- Claire Forlani - Monica
- Tom Waits - Doc Heller
- Louise Lasser - Violet
- Ricky Jay - Vic Weems
- Jenifer Lewis - Lucille